# طواهر (الهايي)
طواهر (بالفارسية: طواهر) هي قرية وتقع في إيران في قسم الهايي الريفي. يقدر عدد سكانها بـ 435 نسمة .